# Herminio Ahumada
Herminio Ahumada Ortiz (Soyopa, Sonora, 7 de octubre de 1899-Ciudad de México, 1 de julio de 1983). Fue un político mexicano, uno de los principales partidarios de José Vasconcelos. Fue además diputado federal de 1943 a 1946 postulado por el entonces Partido de la Revolución Mexicana.

## Carrera profesional y deportiva
Herminio Ahumada nació en la población de Soyopa en el estado de Sonora y realizó sus estudios básicos en la ciudad de Nogales, Arizona. Estudiante muy destacado, en dos años completó los estudios correspondientes a 5 grados escolares. Realizó estudios profesionales en la Escuela Nacional de Jurisprudencia de la Universidad Nacional Autónoma de México de donde egresó con el título de abogado.
Formó parte del equipo de México que participó en los Juegos Olímpicos de 1924 en París en la carrera de 100 metros.

## Carrera política

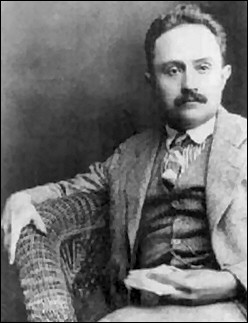
José Vasconcelos, candidato presidencial en 1929, de quien Ahumada sería ferviente partidario y que luego se convertiría en su suegro.

### Vasconcelismo
Tras terminar sus estudios y su participación olímpica, Herminio Ahumada se involucró en la actividad política como opositor al intento de reelección de Álvaro Obregón en las elecciones de 1928, llegando a pedir personalmente a Obregón que no se postulara a la misma traicionando el postulado revolucionario de la No reelección.
Ocupó el cargo de secretario ejecutivo del Partido Nacional Antirreeleccionista en Sonora en 1926 y en 1929 —tras el asesinato de Obregón— al convocarse nuevas elecciones fue secretario particular del candidato opositor José Vasconcelos. Durante este periodo contrajo matrimonio con la hija de éste, Carmen Vasconcelos.
Tras la derrota de Vasconcelos, que fue denunciada como fraude electoral y la represión del vasconcelismo, Ahumada se dedicó al ejercicio de su profesión, al ocupar los cargos de juez y magistrado al Supremo Tribunal de Justicia de Sonora y posteriormente, de 1940 a 1943 del Tribunal Superior de Justicia del Distrito Federal.

### Diputado federal
Desde 1940 había llegado a la presidencia de México Manuel Ávila Camacho, quien estableció una política de unidad nacional que pronto se tradujo en el desplazamiento de las políticas y personajes de izquierda en el gobierno y el acercamiento a actores políticos opositores al gobierno que se proclamaba emanado de la Revolución Mexicana, entre ellos el propio Ahumada.
En consecuencia y a propuesta del propio Ávila Camacho, Herminio Ahumada fue postulado por el Partido de la Revolución Mexicana hoy el Partido Revolucionario Institucional, como candidato a diputado federal en representación del Distrito 2 de Sonora; obtuvo el triunfo y resultó elegido a la XXXIX Legislatura de aquel año al de 1946.
Fue elegido presidente de la Cámara de Diputados para el mes de septiembre de 1944, correspondiéndole por tanto presidir la sesión en que rendiría su cuarto informe de gobierno el presidente Manuel Ávila Camacho y luego pronunciar la respuesta oficial a este. En dicha respuesta, redactada según la opinión mayoritaria siguiendo los deseos del propio Ávila Camacho, criticó abiertamente a los políticos de izquierda al acusarlos de propiciar la inmoralidad, el radicalismo y la anarquía y llegó a utilizar citas religiosas.
Apenas concluyó la sesión de Congreso General y se retiró del recinto el presidente, el sector de diputados izquierdistas encabezado por Fernando Amilpa y Carlos A. Madrazo, atacó a Ahumada calificándolo de reaccionario y traidor a la revolución por su discurso y logrando su destitución de la presidencia de la Cámara. Enterado de ello Ávila Camacho, ordenó su restitución, sin embargo en la siguiente sesión del 5 de septiembre la Cámara acordó desconocer todos los acuerdos logrados en la reunión del día 1, al calificarlos de ilegales, pero confirmó el desplazamiento de Ahumada de la presidencia, siendo suplido por el vicepresidente Raúl Lozano Ramírez.